# Бой в Харамибунар
Боят в местността Харамибунар (Хайдушки кладенец) е сражение между обединени чети на Вътрешната македоно-одринска революционна организация с османски войски по време на Илинденско-Преображенското въстание в Серския революционен окръг, провело се на 16 септември 1903 година в землището на село Кремен.
След разгрома на османския гарнизон в Обидим, османски войски от Неврокоп започват преследване на оттеглилите се в планината негови жители и четниците на обединените чети на Михаил Чаков, Иван Апостолов, Никола Груйчин и Стоян Мълчанков. На 16 септември въстаниците – четници и милиция от Обидим и Кремен, забелязват османски части в местността Харамибунар, която се движи по шосето Неврокоп – Банско. Четите правят засада на пътя в местността Лаго. С внезапен залпов огън отзад кременската милиция, под командването на Благой Джугданов, атакува османците. Отпред са посрещнати от обидимската милиция и са разпръснати. Османците дават 35 убити, между които и командирът юсбашия, и много ранени. Пленени са конят на юсбашията, 7 коня с боеприпаси и снаряжение.